# Стилвес (Болцано)
Стилвес је насеље у Италији у округу Болцано, региону Трентино-Јужни Тирол.
Према процени из 2011. у насељу је живело 499 становника. Насеље се налази на надморској висини од 967 м.